# Кахун папирус
Кахун гинеколошки папирус један је од медицинских папирус из древног Египта који је добио је име по граду Кахуну, који су насељавали градитељи пирамида. Он датира из касног средњег краљевства (1850–1700. година п. н. е.).

## Историја
Кахун медиицински папирус доноси теме из  гинекологије, материнстве, трудноћа, контрацепција, педијатрија и ветерина, и сматра се најстарији познати медицинским текстом у Египту.  Папирус је био толико коришћен да је његов древни власник морао да га поправи, закрпом са административним фрагментом који је био видљив на једном месту на полеђини папируса.
Пронашао га је у El-Lahun-у  који је 1825. п. н. е. био напредан, просперитетни град, у староегипатској некрополи у Египту,  Flinders Petrie 1889. године,  и по овом граду дао му име  Кахун папирус.  Папирус је први превео F. Ll. Griffith 1893. године и потом га објавио у The Petrie Papyri: Hieratic Papyri from Kahun and Gurob.
Кахун папирус је један од највећих рукописа који датира из касног средњег краљевства (1850–1700. п. н. е.).  Откривено је да је дело из много фрагмента, али након пажљивог поновног састављања, иако је било празнина у неким скриптама, појавили су се први примарни докази о женској медицини и здрављу у древној цивилизацији која је поседовала велику моћ и утицај.

## Значај
Прва цивилизација за коју се знало да је имала опсежно проучавање медицине и да је оставила писане записе о својој пракси и поступцима била је цивилизација старог Египта. Најстарији постојећи египатски медицински текстови су шест папируса из периода између 2000. п. н. е. и 1500. п.н.e.:
- Кахун медицински папирус,
- Рамесеум папирус VIII
- Рамесеум папирус V,
- хируршки папирус Едвина Смита,
- Еберсoв папирус,
- Херстов медицински папирус.

Ови текстови, од којих је већина заснована на старијим текстовима који датирају вероватно из 3000. године пре нове ере, релативно су слободни од магичаревог приступа лечењу болести. Египатска медицина је утицала на медицину суседних култура, укључујући културу античке Грчке. Из Грчке се њен утицај ширио даље, чиме је значајно утицао на западну цивилизацију.
Упркос прекидима у неким реченицама и параграфима текстови у Кахун папирусу  нам пружају фасцинантан увид у древну египатску гинекологију, контрацепцију и технике зачећа. 
Древни садржај папируса такође пружа много доказа о човековој жељи да излечи и контролише плодност.

## Опште информације
Папирус садржи 35 одвојених параграфа који се односе на здравље жена, као што су гинеколошке болести, плодност, трудноћа и контрацепција.  У папирусу се не описују гинеколошке операције. Кахун папирус је подељена у три различита дела. Ови одељци су тако написани да пружају смернице о интеракцији између пацијента и лекара, па токо: први део описује симптоме, други део наводи како лекар треба да консултује пацијента заједно са дијагнозама, а трећи део нуди или саветује како спровести лечење.
У древним египатским временима постојало веровање да је много болести насталајале по целом телу као резултат различитих стања материце, од којих неки пркосе логици у смислу како би могли бити повезани једни са другима. Описи укључују „лутајућу материцу“, „матернично пражњење“ и „ужас материце“, а сви они изгледају способни да изазову проблеме са очима, зубима, зглобовима и вратом и главом.
Предложени третмани су разноврсни и занимљиви, а обухватају фумигацију, масажу и лекове који се уносе у тело у облику песара или као течност која се пије или утрља у кожу. Клише „магареће млеко” такође се појављује као део материје медике, а такође се користи и за рад јетре и излучивање урина. Укључено је и више мирисних материјала као што су разна мирисна уља.
У тексту се не говори о хируршкој интервенцији, а занимљиво је да постоје директне паралеле са Хипократовим и Галенским медицинским процедурама као што су фумигација и масажа уљем.
Каснији параграфи у тексту скрећу пажњу на трудноћу, са рецептима за зачеће који укључују тамјан, свеже уље, урме и пиво. Затим се у колони 3, реду 6 појављује прва референца за контрацепцију, вагиналне супозиторије које садрже крокодилски измет и мед.

## Извори
1. 1 2 3 4 5  Smith, Lesley (2011). „The Kahun Gynaecological Papyrus: ancient Egyptian medicine”. Journal of Family Planning and Reproductive Health Care (на језику: енглески). 37 (1): 54—55. ISSN 1471-1893. doi:10.1136/jfprhc.2010.0019.
2. ↑  M. Arab, Sameh, Medicine in Ancient Egypt, Arab World Books, 2011.
3. ↑  Worton, Michael; Wilson-Tagoe, Nana, ур. (2004). National healths: gender, sexuality and health in a cross-cultural context. London New York: Routledge, Taylor & Francis Group. ISBN 978-1-84472-017-0.
4. 1 2  Frey, E. F. (1985—1986). „The earliest medical texts”. Clio Medica (Amsterdam, Netherlands). 20 (1-4): 79—90. ISSN 0045-7183. PMID 2463895.
5. ↑  Daniels, Vincent; Leach, Bridget (2004). „The Occurrence and Alteration of Realgar on Ancient Egyptian Papyri”. Studies in Conservation. 49 (2): 73—84. ISSN 0039-3630. doi:10.1179/sic.2004.49.2.73.
6. ↑  Pepić Kapidžić, Edina, Kapidžić, Tarik, Medicina u drevnom Egiptu, Bilten Ljekarske komore, god. XV., broj 19, Ljekarska komora zeničko-dobojskog kantona, Zenica, 2015.